# يوهانس ليخديوس كاثارينوس بومبي فان ميردرفورت
كان يوهانس ليخديوس كاثرينوس بومبي فان ميرديرفورت (5 مايو 1829، بروج – 7 أكتوبر 1908، بروكسل) طبيبا هولنديًا يقيم في ناغاساكي، في فترة باكوماتسو باليابان. أثناء وجوده في اليابان، قام بتدريس الطب والكيمياء والتصوير لفترة وجيزة في مركز ناغازاكي للتدريب البحري، وأنشأ كلية طبية ومستشفى. ومن بين طلابه المشهورين ناغايو سينساي وماتسوموتو جون.